# Pyotr Ilyich Tchaikovsky
Pyotr Ilyich Tchaikovsky (tiếng Nga: Пётр Ильич Чайкoвский, Pjotr Il'ič Čajkovskij;; 7 tháng 5 năm 1840 (25 tháng 4 Lịch Julius) - 6 tháng 11 năm 1893) (25 tháng 10 Lịch Julius) là một nhà soạn nhạc cổ điển người Nga thời kỳ Lãng mạn. Ngày nay, các sáng tác của ông đứng vào hàng các tác phẩm cổ điển phổ biến nhất. Ông là nhà soạn nhạc người Nga đầu tiên gây được ấn tượng lâu dài trên toàn thế giới, điều này càng được củng cố khi ông là nhạc trưởng khách mời ở châu Âu và Hoa Kỳ. Ông được Hoàng đế Alexander III vinh danh vào năm 1884 và được cấp lương trọn đời.
Dù tài năng âm nhạc sớm phát triển, Tchaikovsky lại được giáo dục để trở thành công chức. Có rất ít cơ hội để gây dựng sự nghiệp âm nhạc ở Nga vào thời điểm đó và cũng không có hệ thống giáo dục âm nhạc công cộng. Khi cơ hội để học nhạc xuất hiện, ông vào Nhạc viện Saint Petersburg đang còn non trẻ và tốt nghiệp năm 1865. Khác với các nhạc sĩ đương thời trong chủ nghĩa dân tộc, nổi bật là nhóm Năm cây đại thụ, Tchaikovsky được đào tạo bài bản và hàn lâm về âm nhạc phương Tây. Những kiến thức âm nhạc có được khiến Tchaikovsky dung hòa giữa âm nhạc hàn lâm ông được dạy và âm nhạc dân gian mà ông tiếp xúc từ thời thơ ấu. Từ sự dung hòa này, ông đã tạo nên một phong cách cá nhân nhưng mang những nét Nga đặc thù. Các nguyên tắc giai điệu, hòa âm và các nguyên tắc cơ bản khác của nhạc Nga hoàn toàn trái ngược với những nguyên tắc chi phối nhạc phương Tây, dẫn đến khó khăn khi sử dụng âm nhạc Nga trong các tác phẩm phương Tây quy mô lớn hoặc hình thành phong cách tổng hợp. Mâu thuẫn này cũng tạo nên ác cảm cá nhân và làm mất sự tự tin của Tchaikovsky. Văn hóa Nga thời điểm đó có lằn ranh ngày càng rõ giữa các yếu tố bản địa và các yếu tố du nhập. Hai yếu tố này còn chia tách sâu sắc hơn dưới thời Pyotr Đại đế, khiến giới trí thức Nga băng khoăng về bản sắc dân tộc nước mình, Tchaikovsky cũng có một nỗi quan hoài như vậy.
Dù hưởng nhiều thành công vang dội, cuộc sống của Tchaikovsky lại chìm trong khủng hoảng cá nhân và bệnh trầm cảm. Một số yếu tố có thể kể đến như việc ông phải xa mẹ từ sớm ở trường nội trú, sau đó mẹ ông mất sớm, cái chết người bạn thân và đồng nghiệp Nikolai Rubinstein, và những đổ vỡ trong mối quan hệ bền vững được xây dựng khi ông trưởng thành, một mối quan hệ kéo dài 13 năm giữa ông với góa phụ giàu có Nadezhda von Meck, cũng là người bảo trợ cho ông mặc dù cả hai chưa bao giờ gặp mặt. Tchaikovsky là một người đồng tính, ông đã giữ kín điều này suốt cuộc đời mình. Các nhà nghiên cứu âm nhạc từng xem trọng điều này trong cuộc đời ông, nhưng bây giờ thì họ đặt yếu tố này nhẹ hơn. Tchaikovsky qua đời đột ngột ở tuổi 53, nguyên nhân cho cái chết của ông thường được cho là do bệnh tả, nhưng đến bây giờ người ta vẫn chưa thể xác nhận là bệnh thật hay do ông cố tình gây ra.

## Thiếu thời
Pyotr Ilyich Tchaikovsky sinh ngày 2 tháng 4 năm 1840 tại Votkinsk, một thị trấn nhỏ mà ngày nay thuộc Udmurtia, trong một gia đình quý tộc cỡ nhỏ. Cha ông là Ilya Petrovich Tchaikovsky, một kỹ sư mỏ, là một người có sắc tộc Nga và đôi chút của người Cossack Ukraina, ngoài ra, Ilya Petrovich còn là giám đốc của một xưởng đúc sắt ở Kamsko-Votkinsk. Ông nội của ông, Petro Fedorovych Chaika, được đào tạo về y tế ở Sankt-Peterburg và phục vụ như là trợ lý của bác sĩ quân y trước khi trở thành thống đốc của Glazov. Ông cố của ông, một người Cossack tên là Fyodor Chaika, từng tham gia vào quân đội Nga của Pyotr I Đại đế trong trận Poltava năm 1709. Mẹ ông, Aleksandra Andreevna d'Assier, là người vợ thứ hai trong số ba người vợ của Ilya Petrovich. Bà trẻ hơn chồng tới 18 tuổi và có tổ tiên bên nội là người Pháp. Cha mẹ của Tchaikovsky đều đã được đào tạo trong ngành nghệ thuật, bao gồm cả âm nhạc. Điều này được coi như là một điều cần thiết vì khi ở một khu vực xa xôi hẻo lánh, âm nhạc có thể mang theo nó một nhu cầu để giải trí, cả cá nhân và các cuộc tụ họp xã hội.
Tchaikovsky có bốn người anh em (Nikolai, Ippolit, và đôi song sinh Anatoly-Modest), cùng một người chị gái ruột, Alexandra và một người chị cùng cha khác mẹ, Zinaida, là con của bà vợ cả. Ông đặc biệt gần gũi với Alexandra và cặp song sinh. Anatoly sau này đã có một sự nghiệp pháp luật nổi trội, trong khi Modest trở thành nhà soạn kịch, viết lời nhạc kịch và phiên dịch viên. Sau này, Alexandra kết hôn với Lev Davydov và có 7 đứa con, một trong số đó là Vladimir Davydov, một người rất thân với nhà soạn nhạc, người đã đặt ông một cái biệt danh là "Bob". Gia đình Davydov đã cung cấp cuộc sống của một gia đình thực sự dành cho Tchaikovsky, để ông dần trưởng thành hơn, và mảnh đất của họ ở Kamenka (nay Kamianka, tỉnh Cherkasy, một phần của Ukraina) đã trở thành một nơi ẩn náu luôn chào mừng Tchaikovsky trong suốt những năm lang thang.
Những nỗ lực đầu tiên về âm nhạc của Tchaikovsky là những khúc ứng tấu trên đàn dương cầm. Khi mới bốn tuổi khi cậu cùng với em gái Aleksandra lúc đó mới lên hai, soạn một bài hát về mẹ, khi bà đi Sankt-Peterburg vào tháng 9 năm 1844. Bản nhạc có tên "Mẹ chúng tôi ở St. Petersburg". Sau đó mẹ ông trở về với bà quản gia người Pháp tên là Fanny Durbach. Fanny ở bốn năm với gia đình ông, "đó là thời gian hạnh phúc nhất đời tôi", Fanny nói. Fanny đã bù đắp cho ông sự thiếu thốn tình mẹ. Alexandra là một phụ nữ không hạnh phúc, lạnh lùng, xa cách. Sau này Modeste, em của Piotr kể rằng hiếm khi mẹ bày tỏ tình cảm ấm áp. Bà tốt nhưng khô khan.
Lúc bốn tuổi rưỡi, Pyotr, luôn xin Fanny được phép tham dự các buổi học của các anh chị. Vì vậy, mới sáu tuổi, Pyotr đã nói tiếng Pháp và tiếng Đức dễ dàng. Lúc năm tuổi ông học piano với Maria Paltchikova. Chưa tới ba năm sau, ông xướng âm hay bằng cô giáo. Thế kỷ thứ 19, các gia đình khá giả gởi con của họ đến những trường học đặc biệt để có một nền văn hóa rộng lớn, trong khi đó chúng vẫn được học nghề riêng. Anh cả của cậu, Nicolas, được gửi đến Viện Công nghệ Sankt-Peterburg.
Năm 1850, lúc Pyotr 10 tuổi, cậu chưa đủ tuổi để đi học bất cứ trường nào, nên cậu vô trường nội trú học hai năm để chuẩn bị. Đó là một kinh nghiệm đau khổ. Piotr yêu mẹ và rất dễ xúc động. Cậu thiếu tự tin muốn núp dưới bóng mẹ. Sự xa cách mẹ gây thương tổn lớn vậy mà chỉ bốn năm sau cậu đã phải vĩnh viễn xa mẹ.

## Đặc điểm sáng tác và tác phẩm
Tchaikovsky không những là nhạc sĩ Nga vĩ đại mà còn là nhạc sĩ lớn thế giới. Hoạt động âm nhạc chính là ở Moscow. Sáng tác nhiều thể loại thành công như giao hưởng, nhạc kịch, vũ kịch, nhạc thính phòng, hoà tấu, romance.
Tác phẩm phản ảnh tâm tư con người thời đại, tình cảm, khát vọng dưới chế độ Nga hoàng. Miêu tả cảnh thiên nhiên nước Nga rất độc đáo như giao hưởng số 1 Giấc mơ mùa đông, Tổ khúc Các Mùa, trong tác phẩm còn đề cập đến những câu chuyện thần thoại, những trang sử quang vinh của nước Nga nhưng đặc điểm nổi bật là ông phản ánh thông qua tấn bi kịch như giao hưởng số 5, số 6, nhạc kịch Con đầm pích là những tác phẩm bi kịch đạt đến đỉnh cao. Ông nổi tiếng vì đã biết kết hợp nhuần nhuyễn âm nhạc Nga với âm nhạc châu Âu, âm nhạc thành thị, nông thôn.

## Giọng nói
Một bản ghi âm được thực hiện tại Moscow vào tháng 1 năm 1890 bởi Julius Block thay mặt cho Thomas Edison. Dưới đây là lời thoại của bản ghi âm (việc xác định người nói chỉ mang tính suy đoán):

## Tác phẩm
Tchaikovsky sáng tác khoảng 30 tác phẩm cho dàn nhạc giao hưởng, gồm có: bảy bản giao hưởng (6 giao hưởng và giao hưởng có tiêu đề Mangfrét), ba bản vũ kịch, 11 vở nhạc kịch Opera, nhiều concertos cho piano, violon, nhiều khúc mở màn, giao hưởng thơ và tổ khúc giao hưởng. Tính chất giao hưởng của Tchaikovsky là trữ tình đầy tính kịch. Đây là một dòng giao hưởng mới trong lịch sử giao hưởng Nga. Bên cạnh đó cũng có giao hưởng mang tính chất cảnh trí sinh hoạt như Giao hưởng số 1 "Những ước mơ và con đường mùa đông (1866), Người thợ rèn Vacula, vũ kịch Hồ Thiên Nga, ba khúc mở màn: Romeo và Juliét (1869); Bão tố (1873); Franxétca đa Rêminhi (1876) - Giai đoạn 1877 do căng thẳng với cuộc sống riêng tư ông bỏ dạy, mải mê chinh chế và yêu đương ở Ý, Anh, Pháp và những tác phẩm trong thời kỳ này: Nhạc kịch Eugene Onegin, Cô gái Orliăng (1870) và Madéppa (1883), concerto số 2 cho piano, concerto cho violon... - Thời kỳ trở về Moscow, ông viết Giao hưởng có tiêu đề Mangfrét; và bản Giao hưởng số 5 (1888); nhạc kịch Con đầm bích, Người đẹp ngủ trong rừng (1889), Kẹp hạt dẻ, Iolanta (1891).